# Nowy most graniczny w Starym Boguminie
Nowy most graniczny w Starym Boguminie – graniczny most drogowy na rzece Odrze, łączący Chałupki (po stronie polskiej) i Stary Bogumin – dzielnicę Bogumina (w Czechach). Został wybudowany w latach 2004–2005, a otwarty 19 stycznia 2007 roku. Na moście łączy się polska droga krajowa nr 78 i czeska droga I/67. Droga biegnąca przez most posiada dwa pasy ruchu prowadzące w kierunku Polski i jeden pas ruchu w kierunku Czech. Po północnej stronie mostu biegnie również chodnik. Most powstał tuż obok istniejącego w tym miejscu mostu kolejowego i w dużej mierze zastąpił most graniczny z 1899 roku, który dotąd stanowił dla pojazdów jedyną możliwość przeprawy przez Odrę w Chałupkach.
W trakcie powodzi z 1997 roku stary most z 1899 roku pomiędzy Chałupkami i Boguminem został uszkodzony, w związku z czym musiał zostać zamknięty dla ruchu ciężarowego (ten został przejęty przez przejścia graniczne w Cieszynie i Pietraszynie). Aby udrożnić przejście graniczne (stary most z powodu ograniczonej szerokości pozwala jedynie na ruch wahadłowy) i przywrócić ruch ciężarowy, postanowiono wybudować nową przeprawę przez Odrę. Przetargi na budowę mostu i dróg dojazdowych ruszyły w 2003 roku. Pierwotnie po stronie polskiej zamierzano także wykonać terminal odpraw, ale w związku z planowanym wejściem Polski i Czech do Unii Europejskiej zrezygnowano z tej inwestycji. Pierwszy przetarg na budowę mostu został jednak unieważniony. Ostatecznie wykonawcą mostu został Budimex Dromex S.A. Prace rozpoczęły się w maju 2004 roku. Most praktycznie był gotowy już w listopadzie 2005 roku, jednak z powodu drobnych problemów technicznych i proceduralnych został otwarty dopiero 19 stycznia 2007 roku. Koszt budowy wyniósł 20,83 mln zł. Wraz z otwarciem mostu uruchomiono nowe przejście graniczne Nowe Chałupki-Bogumin z punktem kontrolnym po stronie polskiej. Przejście to zlikwidowano 21 grudnia 2007 roku na mocy układu z Schengen. Po otwarciu nowej przeprawy stary most tymczasowo zamknięto dla ruchu kołowego (był on otwarty jedynie dla pieszych i rowerzystów). Ponownie dopuszczono na nim ruch pojazdów 23 listopada 2009 roku, po remoncie dróg dojazdowych do mostu po stronie czeskiej, jednak to nowy most jest głównym punktem przekraczania granicy w Chałupkach.